# Chinese koningsmakreel
De Chinese koningsmakreel (Scomberomorus sinensis) is een straalvinnige vis uit de familie van makrelen (Scombridae) en behoort derhalve tot de orde van baarsachtigen (Perciformes). De vis kan een lengte bereiken van 218 centimeter.

## Leefomgeving
Scomberomorus sinensis komt zowel in zoet als zout water voor. Ook in brak water is de soort waargenomen. De vis prefereert een subtropisch klimaat en leeft hoofdzakelijk in de Grote Oceaan. De diepteverspreiding is 0 tot 10 meter onder het wateroppervlak.

## Relatie tot de mens
Scomberomorus sinensis is voor de visserij van aanzienlijk commercieel belang. In de hengelsport wordt er weinig op de vis gejaagd.